# Asiamordella furvis
Asiamordella furvis is een keversoort uit de familie spartelkevers (Mordellidae). De wetenschappelijke naam van de soort is voor het eerst geldig gepubliceerd in 2002 door Hong.